# Europäischer Filmpreis/Beste Filmmusik
Gewinner und Nominierte des Europäischen Filmpreises in der Kategorie Beste Filmmusik (European Composer) seit der offiziellen Einführung der Kategorie im Jahr 1989. Ein Preis wurde in den Jahren 1990 und 1993 bis 2003 nicht ausgelobt, 1988 wurde ein Spezialpreis für die beste Musik an Juri Khanon („Tage der Finsternis“; russisch Dni zatmenia) vergeben. Seit 2013 wird die Auszeichnung durch eine Expertenjury als „Exellence Award“ vergeben, ohne Bekanntgabe von Nominierungen.
Mit je fünf Siegen waren britische und italienische Filmkomponisten am erfolgreichsten, gefolgt von ihren Kollegen aus Frankreich (vier Auszeichnungen).
| Statistik (Ohne Publikumspreis)    | Autor/-in         | Anzahl | Jahr                            |
| ---------------------------------- | ----------------- | ------ | ------------------------------- |
| Häufigste Auszeichnungen           | Alberto Iglesias  | 3      | 2006, 2009, 2012                |
| Häufigste Nominierungen (* = Sieg) | Alexandre Desplat | 5      | 2004, 2007*, 2009, 2010*, 2011  |
| Häufigste Nominierungen (* = Sieg) | Alberto Iglesias  | 5      | 2004, 2006*, 2009*, 2011, 2012* |
| Häufigste Nominierungen ohne Sieg  | Dario Marianelli  | 2      | 2006, 2008                      |
| Häufigste Nominierungen ohne Sieg  | Johan Söderqvist  | 2      | 2005, 2009                      |

Die unten aufgeführten Filme werden mit ihrem deutschen Verleihtitel (sofern ermittelbar) angegeben, danach folgt in Klammern in kursiver Schrift der Originaltitel. Die Nennung des Originaltitels entfällt, wenn deutscher und fremdsprachiger Filmtitel identisch sind. Die Gewinner stehen hervorgehoben an erster Stelle.

## Preisträger und Nominierungen (1989–2012)

### 1980er Jahre
1989
Andrew Dickson – Hohe Erwartungen (High Hopes)
- Goran Bregović – Kuduz
- Ferenc Darvas – Eldorado
- Michał Lorenc – 300 Meilen bis zum Himmel (300 Mil do Nieba)
- Maggie Parke und Gast Waltzing – A Wopbopaloobop A Lopbamboom

### 1990er Jahre
1990
Preis nicht vergeben

1991
Hilmar Örn Hilmarsson – Children of Nature – Eine Reise (Börn Natturunnar)

1992
Vincent van Warmerdam – Noorderlingen (De Noorderlingen)

1993 – 1999
Preis nicht vergeben

### 2000er Jahre
2000 – 2003
Preis nicht vergeben

2004
Bruno Coulais – Die Kinder des Monsieur Mathieu (Les choristes)
- Alexandre Desplat – Das Mädchen mit dem Perlenohrring (Girl with a Pearl Earring)
- The Free Association – Code 46
- Alberto Iglesias – La mala educación – Schlechte Erziehung (La mala educación) und Öffne meine Augen (Te doy mis ojos)
- Eleni Karaindrou – Trilogie I – Die Erde weint (Trilogia – To Livadi Pou Dakrizi)
- Stephen Warbeck – Totgemacht – The Alzheimer Case (De Zaak Alzheimer)

2005
Rupert Gregson-Williams und Andrea Guerra – Hotel Ruanda (Hotel Rwanda)
- Joachim Holbek – Manderlay
- Cyril Morin – Die syrische Braut (Ha-Kala Ha-Surit)
- Ennio Morricone – Fateless – Roman eines Schicksallosen (Sorstanság)
- Stefan Nilsson – Wie im Himmel (Så Som I Himmelen)
- Johan Söderqvist – Brothers – Zwischen Brüdern (Brødre)

2006
Alberto Iglesias – Volver – Zurückkehren (Volver)
- Tuomas Kantelinen – Die beste Mutter (Äideistä parhain)
- Dario Marianelli – Stolz und Vorurteil (Pride & Prejudice)
- Gabriel Yared und Stéphane Moucha – Das Leben der Anderen

2007
Alexandre Desplat – Die Queen (The Queen)
- Alex Heffes – Der letzte König von Schottland – In den Fängen der Macht (The Last King of Scotland)
- Dejan Pejović – Gucha (Guca!)
- Tom Tykwer, Johnny Klimek und Reinhold Heil – Das Parfum – Die Geschichte eines Mörders

2008
Max Richter – Waltz with Bashir (ואלס עם באשיר)
- Tuur Florizoone – Neulich in Belgien (Aanrijding in Moscou)
- Dario Marianelli – Abbitte (Atonement)
- Fernando Velázquez – Das Waisenhaus (El orfanato)

2009
Alberto Iglesias – Zerrissene Umarmungen (Los abrazos rotos)
- Alexandre Desplat – Coco Chanel – Der Beginn einer Leidenschaft (Coco avant Chanel)
- Jacob Groth – Verblendung (Män som hatar kvinnor)
- Johan Söderqvist – So finster die Nacht (Låt den rätte komma in)

### 2010er Jahre
2010
Alexandre Desplat – Der Ghostwriter (The Ghost Writer)
- Aleš Březina – Kawasakiho růže
- Pasquale Catalano – Männer al dente (Mine vaganti)
- Gary Yershon – Another Year

2011
Ludovic Bource – The Artist
- Alexandre Desplat – The King’s Speech
- Alberto Iglesias – Die Haut, in der ich wohne (La piel que habito)
- Mihály Víg – Das Turiner Pferd (A Torinói ló)

2012
Alberto Iglesias – Dame, König, As, Spion (Tinker Tailor Soldier Spy)
- Cyrille Aufort und Gabriel Yared – Die Königin und der Leibarzt (En kongelig affære)
- François Couturier – Venezianische Freundschaft (Io sono Li)
- George Fenton – Angels’ Share – Ein Schluck für die Engel (Angels’ Share)

## Gewinner des Jurypreises (ab 2013)
| Jahr | Preisträger                         | Filmtitel                                                |
| 2013 | Ennio Morricone                     | The Best Offer – Das höchste Gebot (La migliore offerta) |
| 2014 | Mica Levi                           | Under the Skin                                           |
| 2015 | Cat’s Eyes                          | The Duke of Burgundy                                     |
| 2016 | Ilja Demuzki                        | Der die Zeichen liest (УЧЕНИК Uchenik)                   |
| 2017 | Evgueni Galperine, Sacha Galperine  | Loveless (Нелюбовь)                                      |
| 2018 | Christoph M. Kaiser, Julian Maas    | 3 Tage in Quiberon                                       |
| 2019 | John Gürtler                        | Systemsprenger                                           |
| 2020 | Dascha Dauenhauer                   | Berlin Alexanderplatz                                    |
| 2021 | Nils Petter Molvær, Peter Brötzmann | Große Freiheit                                           |
| 2022 | Paweł Mykietyn                      | EO                                                       |
| 2023 | Markus Binder                       | Club Zero                                                |
| 2024 | Frederikke Hoffmeier                | Pigen med nålen                                          |